# 마티츠 치르니츠
마티츠 치르니츠(슬로베니아어: Matic Črnic, 1992년 6월 12일 ~ )는 슬로베니아의 축구 선수이다. 포지션은 윙어이며, 현재 슬로베니아 프르바리가의 NK 올림피야 류블랴나에서 활약하고 있다.

## 수상

### 클럽
마리보르
- 슬로베니아 프르바리가 4회 우승 (2008-09, 2010-11, 2011-12, 2013-14)
- 슬로베니아컵 2회 우승 (2009-10, 2011-12)
- 슬로베니아 슈퍼컵 4회 우승 (2009, 2012, 2013, 2014)

리예카
- 프르바 NHL 1회 우승 (2016-17)
- 크로아티아컵 1회 우승 (2016-17)